# Malocampa bolivari
Malocampa bolivari är en fjärilsart som beskrevs av William Schaus 1894. Malocampa bolivari ingår i släktet Malocampa och familjen tandspinnare. Inga underarter finns listade i Catalogue of Life.